# Nienke Brinkman
Nienke Frederiek Brinkman (Jakarta, 28 oktober 1993) is een Nederlandse marathonloopster en trailrunner. Zij is tevens geofysicus na studies aan de Vrije Universiteit Amsterdam, Technische Universiteit Delft en de  universiteit Aken en deed promotie-onderzoek naar de planeet Mars aan de Eidgenössische Technische Hochschule Zürich met gegevens van de InSight van de NASA. Daar is ze gepromoveerd op 9 december 2022. Ze blijft in Zürich wonen.
Brinkman speelde als hockeyster in de overgangsklasse voor LSC Alecto en MHC HBS. Omdat ze hier de top niet kon bereiken besloot ze zich aan de wetenschap te wijden en verhuisde naar Zürich. Tijdens de coronapandemie legde zij zich toe op de loopsport en trailrunning, en nam trainer Benjamin Ueltschi in de arm. Om een Nederlandse wedstrijdlicentie te krijgen meldde ze zich aan als lid van atletiekvereniging Voorschoten '97. Zij won de Zermatt-marathon, maar door de coronapandemie kon zij niet aan officiële wegmarathons meedoen. Een poging om zich te kwalificeren voor de Olympische Spelen in Tokio slaagde niet vanwege een enkelblessure in het voorjaar van 2021.
Brinkman debuteerde in de marathon van Valencia op 5 december 2021 en behaalde daar een tijd van 2:26.34. Op dat moment was het de derde snelste tijd van een Nederlandse atlete. In maart 2022 toonde ze haar goede vorm door de halve marathon van Oberriet, dat tevens dienst deed als Zwitsers kampioenschap, te winnen. Op 10 april 2022 verbeterde ze het negentien jaar oude Nederlands record van Lornah Kiplagat tot 2:22.51. Daarmee werd ze tweede in de Rotterdam Marathon. Negen maanden na haar debuut won ze bij de Europese kampioenschappen in München de bronzen medaille op de marathon. Nooit eerder won een Nederlandse vrouw een medaille op de marathon tijdens Europese kampioenschappen.
Na een blessure ging ze najaar 2023 over naar trainer Louis Delahaye, die al Abdi Nageeye traint sinds augustus 2023. Mede door blessures wist zij zich niet te kwalificeren voor de Olympische spelen van 2024.
Brinkman heeft een contract bij het NN Running Team.

## Trailrunnen en Golden Trail World Series '21
Nadat Brinkman met haar tweede deelname de Zermatt Marathon (een marathon met alleen stijging, over onverharde wegen) van 2021 won, werd ze uitgenodigd voor de Sierre-Zinal race, een prestigieuze trail-race, deel van de Golden Trail World Series. Na deze als tweede te finishen zonder een officieel team, werd Brinkman uitgenodigd om voor het Salomon Trail Running team de rest van de Golden Trail World Series af te maken.

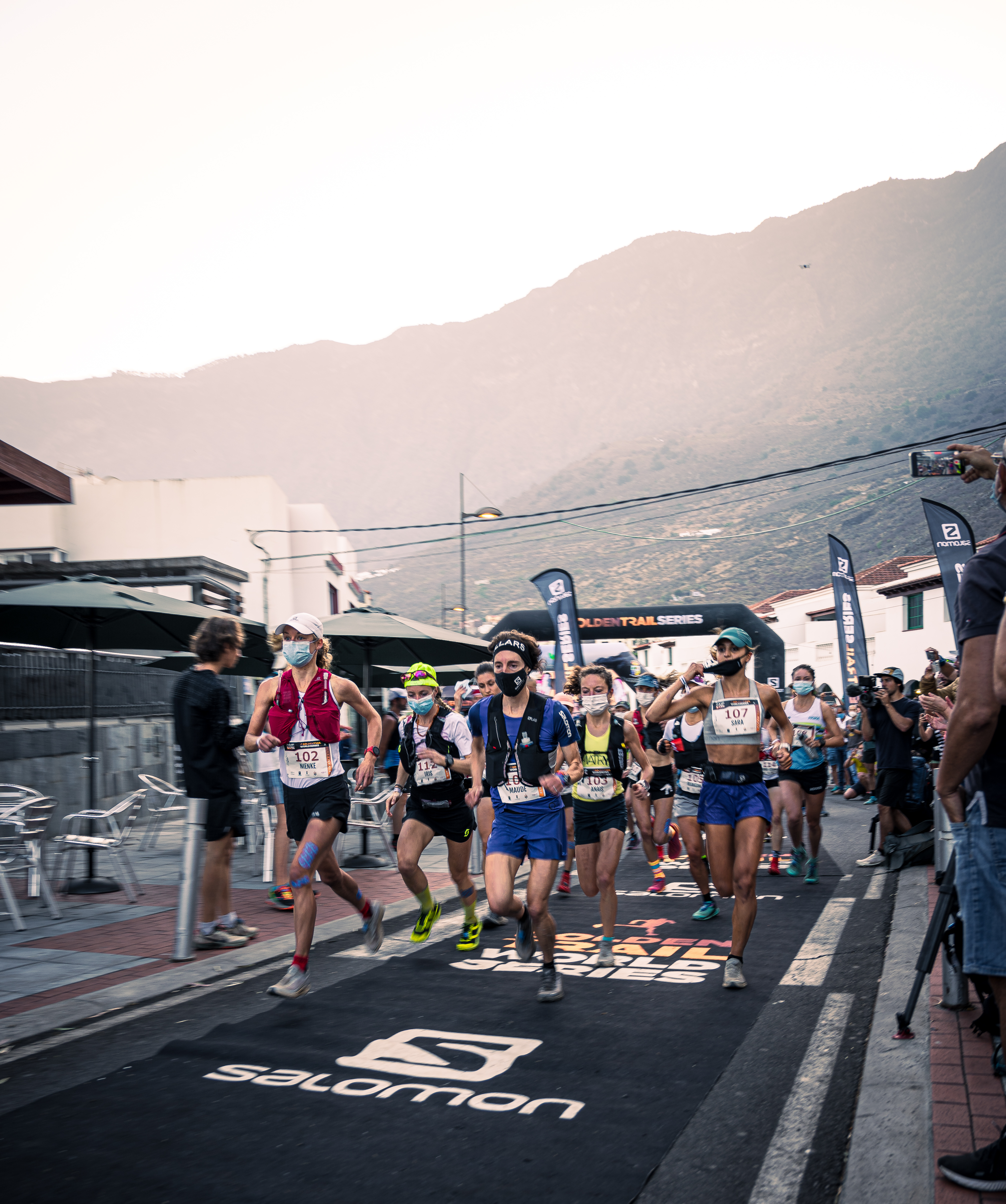
Nienke Brinkman en andere trailrunners starten in La Frontera, El Hierro de finale van de Golden Trail World Series van 2021.

Brinkman begon de Golden Trail World Series (GTWS), een serie van zes kwalificatie-races gevolgd door een finale, pas op de vierde race van het seizoen. Ze deed vervolgens mee aan en won de GTWS races Chiemgau en Skyrhune, waar bij de laatste een track-record werd geplaatst door Brinkman. In de finale op El Hierro, deel van de Canarische Eilanden, werd Brinkman tweede, waardoor ze uiteindelijk tweede werd in het algemeen klassement van de GTWS.
Brinkman wordt meermaals uitgelicht in de Golden Trail webseries, "Chasing Dreams", een serie die verhalen vertelt over de renners.

## Privé
Zij is een nicht van hockeyer Jasper Brinkman van HC Bloemendaal.

## Persoonlijke records
| Onderdeel      | Prestatie       | Datum         | Plaats    |
| -------------- | --------------- | ------------- | --------- |
| halve marathon | 1:07.44         | 12 maart 2023 | Den Haag  |
| marathon       | 2:22.51 (ex-NR) | 10 april 2022 | Rotterdam |

## Resultaten

### Halve marathon
- 2022: 20 maart Oberriet - 1:10.43
- 2023:  halve marathon van Egmond - 1:18.24
- 2023:  CPC halve marathon - 1:07.44
- 2025: 4e Halve marathon van Egmond - 1:13.20

### Marathon
- 2021: 13e marathon van Valencia -  2:26.34
- 2022:  marathon Rotterdam - 2:22.51 (NR)
- 2022:  EK in München - 2:28.52
- 2023: 15e Boston Marathon - 2:24.58

### Trailrunning
- 2019: 6e Zermatt Marathon 50K, 42,20 km (1950 m+) - 4:01.49
- 2021:  Zermatt Marathon 50K, 42,20 km (1950 m+) - 3:19.43
- 2021:  Sierre-Zinal 50K, 31,30 km (2190 m+) - 2:48.58
- 2021:  Chiemgau Trail Run 50K, 44,60 km (2755 m+) - 4:16.12
- 2021:  La Skyrhune 20K, 20,70 km (1685 m+) - 2:04.39
- 2021:  The One Race El Hierro 37K, 36,90 km (2860 m+) - 4:10.56
- 2022:  Zegama-Aizkorri mendi maratoia 50K, 42,90 km (2640 m+) - 4:16.43
- 2022:  Pikes Peak Ascent, 21,4 km (2380 m+) - 2:27.26[18]
- 2022:  Flagstaff Sky Peaks 26K (1266 m+) - 2:11.43
- 2022:  Madeira Ocean Trails, 109 km (7382 m+) - 11:20.30